# تاکانوبا ایتو
تاکانوبا ایتو، (به ژاپنی: 伊東孝紳) (زاده ۲۹ اوت ۱۹۵۳) کارآفرین و مدیر ارشد اجرایی ژاپنی است، که اکنون به‌عنوان مدیر عامل اجرایی و رئیس هیئت مدیره شرکت هوندا فعالیت می‌نماید.